# Jesus är ute och söker
Jesus är ute och söker är en psalm med text skriven 1943 av Anders Frostensson och reviderad 1984. Musiken är skriven 1943 av Karl-Erik Svedlund.

## Publicerad i
- 1986 års psalmbok som nr 225 under rubriken "Kallelse".